# Malte Müller-Wrede
Malte Müller-Wrede (* 17. Juni 1964 in Flensburg) ist ein deutscher Rechtsanwalt, Herausgeber und Autor.

## Leben
Malte Müller-Wrede studierte von 1984 bis 1990 Rechtswissenschaften an der Ludwig-Maximilians-Universität München und der Rheinischen Friedrich-Wilhelms-Universität Bonn. Er arbeitete von 1990 bis 1992 in der Verwaltung des Deutschen Bundestages. Von 1992 bis 1995 war er Rechtsreferendar am Oberlandesgericht Köln. Nach Abschluss des Rechtsreferendariats war er bis 1999 zunächst Geschäfts- und später Hauptgeschäftsführer des Ausschusses der Verbände und Kammern der Ingenieure und Architekten für die Honorarordnung e.V.
Seit 1999 ist Malte Müller-Wrede als Rechtsanwalt tätig. Seine Schwerpunkte liegen im Vergaberecht, privaten Baurecht, Recht des ÖPNV, des SPNV und der ÖPP sowie Architekten- und Ingenieurrecht. Seit 2017 ist er Fachanwalt für Vergaberecht und seit 2024 Partner bei Becker Büttner Held.
Malte Müller-Wrede ist verheiratet und hat drei Söhne.

## Publikationen
Malte Müller-Wrede ist Herausgeber zahlreicher vergaberechtlicher Werke:
- GWB-Vergaberecht, Kommentar. Reguvis Fachmedien GmbH Köln, 2. Aufl. 2022, ISBN 978-3-8462-1093-2.
- KonzVgV einschließlich VergStatVO und Sonderregelungen, Kommentar. Bundesanzeiger Verlag Köln, 2018, ISBN 978-3-8462-0523-5.
- SektVO einschließlich VergStatVO, Kommentar. Bundesanzeiger Verlag Köln, 2. Aufl. 2018, ISBN 978-3-8462-0554-9.
- VgV/UVgO einschließlich VergStatVO, Kommentar. Bundesanzeiger Verlag Köln, 5. Aufl. 2017, ISBN 978-3-8462-0556-3.
- GWB-Vergaberecht, Kommentar. Bundesanzeiger Verlag Köln, 2016, ISBN 978-3-8462-0550-1.
- GWB, VgV und VOB/A 2016 – Einführung, Erläuterungen und Synopsen. Bundesanzeiger Verlag Köln, 3. Aufl. 2016, ISBN 978-3-8462-0629-4.
- Kommentar zur VOF. Werner Verlag Köln, 5. Aufl. 2014, ISBN 978-3-8041-4364-7.
- Vergabe- und Vertragsordnung für Lieferungen und Dienstleistungen – VOL/A, Kommentar. Bundesanzeiger Verlag Köln, 4. Aufl. 2014, ISBN 978-3-8462-0107-7.
- Kompendium des Vergaberechts. Bundesanzeiger Verlag Köln, 2. Aufl. 2013, ISBN 978-3-8462-0050-6.
- Der Architektenwettbewerb. Bundesanzeiger Verlag Köln, 2012, ISBN 978-3-8462-0105-3.
- ÖPP-Beschleunigungsgesetz. Bundesanzeiger Verlag Köln, 2006, ISBN 3-89817-559-6.

Er ist zudem Autor zahlreicher Fachaufsätze.